# Danuta Jabłońska
Danuta Jabłońska, z d. Cymer (ur. 27 marca 1955) – polska lekkoatletka, specjalizująca się w rzucie dyskiem, medalistka mistrzostw Polski i mistrzostw Europy juniorów.

## Kariera sportowa
Była zawodniczką gorzowskiej Warty i Zawiszy Bydgoszcz.
Na mistrzostwach Polski seniorek na otwartym stadionie zdobyła dwa medale brązowe medale w rzucie dyskiem: w 1977 i 1978. 
Na mistrzostwach Europy juniorek w 1973 zdobyła brązowy medal w rzucie dyskiem, wynikiem 51,12.
17 czerwca 1973 poprawiła rekord Polski juniorek w rzucie dyskiem, wynikiem 53,14 (wynik ten poprawiła 21 lipca 1973 Danuta Graizarek, wynikiem 53,34).
Rekord życiowy w pchnięciu kulą: 13,75 (4.08.1974), w rzucie dyskiem: 57,26 (3.09.1978).